# Razarači klase Bainbridge
Klasa Bainbridge bila je prva klasa američkih razarača. Ime je dobila po Williamu Bainbridgeu. 

## Brodovi
- USS Bainbridge (DD-1)
- USS Barry (DD-2)
- USS Chauncey (DD-3)
- USS Dale (DD-4)
- USS Decatur (DD-5)
- USS Hopkins (DD-6)
- USS Hull (DD-7)
- USS Lawrence (DD-8)
- USS Macdonough (DD-9)
- USS Paul Jones (DD-10)
- USS Perry (DD-11)
- USS Preble (DD-12)
- USS Stewart (DD-13)